# بيريكا راديتش
بيريكا راديتش هو لاعب كرة قدم صربي في مركز حراسة المرمى، ولد في 13 مارس 1984 في سميديريفو في صربيا. لعب مع ستاد ريمس ونادي أجاكسيو ونادي غويونيون ونادي كان ونادي نانت.

## وصلات خارجية
- بيريكا راديتش على موقع رابطة كرة القدم الفرنسية للمحترفين (الإنجليزية)
- بيريكا راديتش على موقع قاعدة بيانات كرة القدم.إي يو (الإنجليزية)